# Nati nel 2002/Giugno
| Questa pagina contiene informazioni ricavate automaticamente dalle voci biografiche con l'ausilio del template Bio e di un bot. L'aggiornamento è periodico e automatico e ricostruisce completamente la pagina. Se manca una persona in questa lista, sei pregato di non aggiungerla, ma accertati piuttosto che la sua voce biografica contenga il template Bio e che i dati anagrafici siano correttamente compilati. Se il template Bio manca, inseriscilo tu stesso o, in alternativa, metti l'avviso {{tmp\|Bio}} che ne segnala la mancanza. Se i dati riportati sono sbagliati, correggi direttamente la voce biografica; le modifiche saranno visibili in questa lista entro pochi giorni. Per chiarimenti vedi il progetto biografie. La lista contiene solo le 193 persone che sono citate nell'enciclopedia e per le quali è stato implementato correttamente il template Bio. Pagina aggiornata al 26 lug 2025. |

- 1º giugno - Graham Barton, giocatore di football americano statunitense
- 1º giugno - Bachir Belloumi, calciatore algerino
- 1º giugno - Marius Elvius, calciatore danese
- 1º giugno - Mohamed Khalil Jendoubi, taekwondoka tunisino
- 1º giugno - Cristian Medina, calciatore argentino
- 1º giugno - Gabriele Procida, cestista italiano
- 1º giugno - Lorenzo Simonelli, ostacolista italiano
- 2 giugno - Nevin Harrison, canoista statunitense
- 2 giugno - Madison Hu, attrice statunitense
- 2 giugno - Charles Medway, calciatore anglo-verginiano
- 2 giugno - Jakov-Anton Vasilj, calciatore croato
- 2 giugno - Nikola Čavlina, calciatore croato
- 3 giugno - Eva Bella, attrice e doppiatrice statunitense
- 3 giugno - Yan Couto, calciatore brasiliano
- 3 giugno - Alex Fernandes, calciatore brasiliano
- 3 giugno - Kang Han-byeol, attore sudcoreano
- 3 giugno - Kenneth Schmidt, calciatore tedesco
- 3 giugno - John Mercado, calciatore ecuadoriano
- 3 giugno - Louis Mouton, calciatore francese
- 3 giugno - Rome Odunze, giocatore di football americano statunitense
- 3 giugno - Roger Rosengarten, giocatore di football americano statunitense
- 3 giugno - Guo Zi-Shan, schermitrice canadese
- 4 giugno - Rodrigo Alves de Holanda Santos, calciatore brasiliano
- 4 giugno - Thibo Baeten, calciatore belga
- 4 giugno - Taliso Engel, nuotatore tedesco
- 4 giugno - Kaylen Frederick, pilota automobilistico statunitense
- 4 giugno - Maximilian Ortner, saltatore con gli sci austriaco
- 4 giugno - Joséphine Pagnier, saltatrice con gli sci francese
- 5 giugno - Filip Braut, calciatore croato
- 5 giugno - Leonardo Buta, calciatore portoghese
- 5 giugno - Martina Di Bari, calciatrice italiana
- 5 giugno - Renato Júnior, calciatore brasiliano
- 5 giugno - Jakub Kamiński, calciatore polacco
- 5 giugno - Lewis MacDougall, attore britannico
- 5 giugno - Jacob Pasteur, pallavolista statunitense
- 5 giugno - Daniil Pavlov, calciatore russo
- 5 giugno - Alexi Pitu, calciatore rumeno
- 5 giugno - Ennis Rakestraw Jr., giocatore di football americano statunitense
- 5 giugno - Miré Reinstorf, astista sudafricana
- 5 giugno - Ross Vintcent, rugbista a 15 italiano
- 5 giugno - Zhang Kexin, sciatrice freestyle cinese
- 6 giugno - Botond Balogh, calciatore ungherese
- 6 giugno - Óscar Conde, calciatore venezuelano
- 6 giugno - El Hadji Dieye, calciatore senegalese
- 6 giugno - Angelo Gattermayer, calciatore austriaco
- 6 giugno - Lani Pallister, nuotatrice australiana
- 7 giugno - Akinkunmi Amoo, calciatore nigeriano
- 7 giugno - Kamilla Bartone, tennista lettone
- 7 giugno - Rafik Belghali, calciatore algerino
- 7 giugno - Zico Buurmeester, calciatore olandese
- 7 giugno - Miyuna, cantautrice e cantante giapponese
- 7 giugno - Jakub Myszor, calciatore polacco
- 7 giugno - Tanguy Nianzou, calciatore francese
- 7 giugno - Christopher Scott, calciatore tedesco
- 7 giugno - Oliver Stockwell, ciclista su strada e ciclocrossista britannico
- 7 giugno - Tomáš Suslov, calciatore slovacco
- 7 giugno - Frederik Ørsøe Christensen, calciatore danese
- 8 giugno - Quinn Dehlinger, sciatore freestyle statunitense
- 8 giugno - Andreia Jacinto, calciatrice portoghese
- 8 giugno - Athing Mu, mezzofondista statunitense
- 8 giugno - Vladimir Nazarov, calciatore uzbeko
- 8 giugno - Marcelo Ryan, calciatore brasiliano
- 8 giugno - Jarno Westerman, calciatore olandese
- 8 giugno - Yang Longxiao, sciatore freestyle cinese
- 9 giugno - Maximiliano Juambeltz, calciatore uruguaiano
- 9 giugno - Thomas Neill, nuotatore australiano
- 9 giugno - Anthony Pesela, velocista botswano
- 9 giugno - Tarheeb Still, giocatore di football americano statunitense
- 10 giugno - Peter Ambrose, calciatore nigeriano
- 10 giugno - Thierno Baldé, calciatore francese
- 10 giugno - Francesco Banini, hockeista su pista italiano
- 10 giugno - Aaron Hickey, calciatore scozzese
- 10 giugno - Adrián Kaprálik, calciatore slovacco
- 10 giugno - Enzo Luna, calciatore argentino
- 10 giugno - Aleksa Marković, calciatore serbo
- 10 giugno - Kostjantyn Vivčarenko, calciatore ucraino
- 11 giugno - Windy Aisah, sollevatrice indonesiana
- 11 giugno - Vittorio Bartoli, cestista italiano
- 11 giugno - Alán Bautista, calciatore messicano
- 11 giugno - Olli Caldwell, pilota automobilistico britannico
- 11 giugno - Naim García, calciatore spagnolo
- 11 giugno - Mojave King, cestista neozelandese
- 11 giugno - Kendre Miller, giocatore di football americano statunitense
- 11 giugno - Zach Robinson, calciatore inglese
- 11 giugno - Till Steinforth, multiplista tedesco
- 12 giugno - Ezequiel Cannavo, calciatore argentino
- 12 giugno - Koni De Winter, calciatore belga
- 12 giugno - Adam Ratajczyk, calciatore polacco
- 12 giugno - Mathias Vacek, ciclista su strada e ex fondista ceco
- 12 giugno - CJ West, giocatore di football americano statunitense
- 12 giugno - Antonio Yakoub, calciatore siriano
- 13 giugno - Annika Belshaw, saltatrice con gli sci statunitense
- 13 giugno - Artëm Karpukas, calciatore russo
- 13 giugno - Abiel Osorio, calciatore argentino
- 13 giugno - Santiago Simón, calciatore argentino
- 13 giugno - Kahveh Zahiroleslam, calciatore statunitense
- 14 giugno - Kirill Kravcov, calciatore russo
- 14 giugno - Stanislav Rabotov, calciatore bulgaro
- 14 giugno - Ben Sinnott, giocatore di football americano statunitense
- 14 giugno - Ayra Starr, cantante nigeriana
- 14 giugno - Vicente Taborda, calciatore argentino
- 15 giugno - Ariana Arseneault, tennista canadese
- 15 giugno - Enis Destan, calciatore turco
- 15 giugno - Samuel Soares, calciatore portoghese
- 15 giugno - Ádám Kozák, scacchista ungherese
- 15 giugno - Jessica Mruzik, pallavolista statunitense
- 15 giugno - Ibrahim Said, calciatore nigeriano
- 16 giugno - Ismaël Koné, calciatore canadese
- 16 giugno - Louis Munteanu, calciatore rumeno
- 16 giugno - Carlos Ordóñez, calciatore colombiano
- 16 giugno - Jeremy Sarmiento, calciatore inglese
- 16 giugno - Simon Spari, calciatore austriaco
- 16 giugno - Tiago Tomás, calciatore portoghese
- 17 giugno - Sebastian Rasmussen, calciatore danese
- 17 giugno - Kawan Figueredo Pereira, tuffatore brasiliano
- 17 giugno - Ryan Fosso, calciatore svizzero
- 17 giugno - Arjun Kalyan, scacchista indiano
- 17 giugno - Lee Han-beom, calciatore sudcoreano
- 17 giugno - Sophie Lewis, pistard e ciclista su strada britannica
- 17 giugno - Yordi López, calciatore uruguaiano
- 18 giugno - Tanor Bortolini, giocatore di football americano statunitense
- 18 giugno - Jeriel De Santis, calciatore venezuelano
- 18 giugno - Jade Le Guilly, calciatrice francese
- 18 giugno - Moussa N'Diaye, calciatore senegalese
- 18 giugno - Eduard Timbretti Gugiu, tuffatore rumeno
- 18 giugno - Yūhi Todome, ciclista su strada giapponese
- 19 giugno - Efraín Álvarez, calciatore messicano
- 19 giugno - Maria Gerboth, combinatista nordica tedesca
- 19 giugno - Lee Joon-hwan, judoka sudcoreano
- 19 giugno - Bennedict Mathurin, cestista canadese
- 19 giugno - Owen Matimbou, calciatore congolese (Repubblica del Congo)
- 19 giugno - Nuno Mendes, calciatore portoghese
- 19 giugno - Aral Şimşir, calciatore danese
- 19 giugno - Tim Torn Teutenberg, pistard e ciclista su strada tedesco
- 19 giugno - Ambro Urjansson, giocatore di football americano finlandese
- 20 giugno - Thiago Dombroski, calciatore brasiliano
- 20 giugno - Hugo Ekitike, calciatore francese
- 20 giugno - David Iacono, attore statunitense
- 20 giugno - Brian Peña, calciatore spagnolo
- 20 giugno - Giulia Stabile, ballerina e conduttrice televisiva italiana
- 20 giugno - Ava Sunshine Jemison, sciatrice alpina statunitense
- 21 giugno - Xander Blomme, calciatore belga
- 21 giugno - Tom Kim, golfista sudcoreano
- 21 giugno - Giulia Natali, cestista italiana
- 21 giugno - Răzvan Sava, calciatore rumeno
- 22 giugno - Adama Boiro, calciatore spagnolo
- 22 giugno - Davide Incerti, calciatore cubano
- 22 giugno - Gui Santos, cestista brasiliano
- 22 giugno - Konstantin Tjukavin, calciatore russo
- 22 giugno - Daniil Šamkin, calciatore russo
- 23 giugno - Andrew Omobamidele, calciatore irlandese
- 24 giugno - Darlan de Souza, pallavolista brasiliano
- 24 giugno - Ekaterina Kurakova, pattinatrice artistica su ghiaccio russa
- 24 giugno - Kacper Majewski, pistard e ciclista su strada polacco
- 24 giugno - Giulia Miserendino, sollevatrice italiana
- 24 giugno - Hristijan Petrov, calciatore bulgaro
- 24 giugno - Sem Scheperman, calciatore olandese
- 24 giugno - Ryan Willie, velocista statunitense
- 25 giugno - Filip Bačkulja, calciatore serbo
- 25 giugno - Benson Boone, cantautore statunitense
- 25 giugno - Mason Vale Cotton, attore statunitense
- 25 giugno - Emmanuel Ekong, calciatore svedese
- 25 giugno - Alexander Lind, calciatore danese
- 25 giugno - Jase McClellan, giocatore di football americano statunitense
- 25 giugno - Ajay Mitchell, cestista statunitense
- 25 giugno - Malik Mustapha, giocatore di football americano statunitense
- 25 giugno - Sasha Zhoya, ostacolista e astista francese
- 26 giugno - Mattéo Baud, combinatista nordico francese
- 26 giugno - Emma Cagnin, pallavolista italiana
- 26 giugno - Aitor Gelardo, calciatore spagnolo
- 26 giugno - Hayden Hackney, calciatore inglese
- 26 giugno - Silvia Nativi, cestista italiana
- 26 giugno - Giannīs Niarchos, calciatore greco
- 26 giugno - Franco Rossi, calciatore uruguaiano
- 26 giugno - Mamadou Sangare, calciatore maliano
- 26 giugno - Talles Magno, calciatore brasiliano
- 27 giugno - Jarrad Branthwaite, calciatore inglese
- 27 giugno - Lautaro Pastrán, calciatore argentino
- 27 giugno - Kelee Ringo, giocatore di football americano statunitense
- 27 giugno - Aarón Suárez, calciatore costaricano
- 28 giugno - Maswel Ananias Silva, calciatore brasiliano
- 28 giugno - Kristo Hussar, calciatore estone
- 28 giugno - Marta Kostjuk, tennista ucraina
- 28 giugno - Vladimir Lučić, calciatore serbo
- 28 giugno - Rafael Fernandes, calciatore portoghese
- 29 giugno - Fabio Christen, ciclista su strada e pistard svizzero
- 29 giugno - Santiago Corbo, calciatore uruguaiano
- 29 giugno - Enzo Cornelisse, calciatore olandese
- 29 giugno - Mateus Sarará, calciatore brasiliano
- 29 giugno - Maksım Samorodov, calciatore kazako
- 29 giugno - Jaylin Williams, cestista statunitense
- 30 giugno - Rodrigo Atencio, calciatore argentino
- 30 giugno - Ul'jana Kljueva, tuffatrice russa